# Libia (Hispania)
Libia, Livia o Lybia, son latinizaciones de los ancestros Oliva u Oliba que son los nombres dados por las fuentes clásicas a una antigua ciudad primitiva berona situada en las proximidades del municipio de Herramélluri en La Rioja (España).

Posible extensión de la Celtiberia.
arévacos
pelendones
berones
belos
tittos
lobetanos
lusones

Los restos arqueológicos de este asentamiento se encuentran junto a la desembocadura del río Reláchigo en el margen derecha del río Tirón o quizás en aquella época Autrigón en referencia a la etnia con la que hacía frontera, por tanto Libia era la ciudad más occidental de los berones.  Según el Itinerario de Antonino estaba situado a 18 millas al oeste de Tritium Magallum.  El enclave que ocupa el sustrato arqueológico es extenso y su situación geográfica y estratégica es notable, siendo una de las principales ciudades de los celtiberizados berones.
Fue conquistada por el pretor romano Tiberio Sempronio Graco en torno al año 178 a. C., circunscribiéndose en el conventus Caesaraugustanus de la Hispania Citerior Tarraconensis y se mantuvo leal a Pompeyo durante las Guerras sertorianas permaneciendo muy anclada en sus antiguas tradiciones celtas, romanizándose de forma tardía, alrededor del siglo III d. C. Posteriormente continuó activa en la época imperial romana y visigótica.
Sus habitantes fueron llamados por Plinio el Viejo libienses o lubienses.
Los principales trabajos arqueológicos han sido llevados a cabo por Alejandro Marcos Pous desde el año 1966 hasta 1971.  Se han hallado multitud de objetos, monedas, restos de construcciones y una necrópolis.

## El enclave arqueológico
Se halla a lo largo de los términos El Piquillo, La Llana, Las Sernas o Hernas y Ribatorre del término municipal de Herramélluri.

## Principales hallazgos arqueológicos
De la época romana se conservan:
- Venus de Herramélluri del siglo II, es una pieza de bronce de veinte centímetros de altura hallada en 1905 y expuesta actualmente en el Museo de La Rioja en Logroño.
- Candelabro Sideral de Herramélluri es molde de piedra de 10 cm de alto y 12 mm de grosor con algunas inscripciones.
- Piedra sepulcral, actualmente colocada en la pared de una casa de la calle Santo Domingo en Herramélluri.
- Vasos de alabastro, siendo usado uno de ellos como pila de agua bendita en la entrada y otro como lavabo en la sacristía.
- Siete columnas romanas situadas en la Casa Grande de Herramélluri.
- Diez columnas de mármol situadas en la casa rectoral de Baños de Rioja.